# Euro Hockey League féminin 2025
Navigation
Amsterdam 2024 2026
L'Euro Hockey League féminin 2025 est la 5e saison de l'Euro Hockey League féminin, tournoi féminin des clubs de hockey sur gazon d'Europe, organisé par la Fédération européenne de hockey.
Les néerlandaises du HC 's-Hertogenbosch remportent la compétition pour la 3e fois après leur victoire 5 - 1 face aux belges du Braxgata HC. Les belges de La Gantoise HC s'emparent de la médaille de bronze après leur victoire 3 - 1 contre les allemandes de Düsseldorfer HC en match pour la 3e place.

## Nouveau format
Le 14 mars 2024, l'EHF a décidé de porter à 12 le nombre de club participants à la phase finale,. Pour ce nouveau format, des huitièmes de finales auront lieu pour 8 clubs, les gagnants se qualifieront pour les quarts de finale tandis que les perdants joueront une phase de classement pour la 9e ou 11e place. En fin de saison 2023-2024, les nations classées de 1 à 4 enverront deux clubs (dont leur champion national se qualifiera directement pour les quarts de finale) tandis que les nations classées de 5 à 8 enverront un club pour la saison 2025.

## Attribution de l'équipe de l'association
Au total, 12 équipes de 8 des 45 associations membres de la EHF participeront à l'Euro Hockey League 2025. Le classement des associations basé sur les coefficients des pays de l'EHL est utilisé pour déterminer le nombre d'équipes participantes pour chaque association:
- Les associations 1 à 4 ont chacune deux équipes qualifiées.
- Les associations 5 à 8 ont chacune une équipe qualifiée.

### Classement des associations
Pour l'Euro Hockey League 2025, les associations se voient attribuer des places en fonction de leurs coefficients de pays EHL, qui prennent en compte leurs performances en Euro Hockey League et les Trophées d'Europe I et II de 2022 à 2024.
| Rang | +/- positions | Association    | Points | Équipes |
| ---- | ------------- | -------------- | ------ | ------- |
| 1    | en stagnation | Pays-Bas       | 45.250 | 2       |
| 2    | 1             | Allemagne      | 30.375 | 2       |
| 3    | 1             | Espagne        | 30.375 | 2       |
| 4    | en stagnation | Belgique       | 23.750 | 2       |
| 5    | en stagnation | Angleterre     | 23.375 | 1       |
| 6    | en stagnation | Irlande        | 14.500 | 1       |
| 7    | en stagnation | Ukraine        | 7.625  | 1       |
| 8    | 3             | Tchéquie       | 7.250  | 1       |
| 9    | -             | Écosse         | 5.000  | 0       |
| 10   | 1             | Suisse         | 4.875  | 0       |
| 11   | 3             | Italie         | 4.625  | 0       |
| 12   | 2             | France         | 4.250  | 0       |
| 13   | -             | Turquie        | 3.500  | 0       |
| 14   | -             | Autriche       | 2.000  | 0       |
| 15   | -             | Pays de Galles | 1.000  | 0       |
| 16   | -             | Lituanie       | 0.000  | 0       |

### Équipes
Les étiquettes entre parenthèses indiquent comment chaque équipe s'est qualifiée pour la place de son tour de départ :
- 1er, 2e : classements de la ligue de la saison précédente
- PR : vainqueurs de da phase régulière

| Tour d'entrée       | Équipes                   | Équipes                | Équipes                   | Équipes                |
| ------------------- | ------------------------- | ---------------------- | ------------------------- | ---------------------- |
| Quarts de finale    | HC 's-Hertogenbosch (1er) | Düsseldorfer HC (1er)  | Real Club de Polo (1er)   | La Gantoise HC (1er)   |
| Huitièmes de finale | SCHC (2e)                 | Mannheimer HC (2e)     | Club Campo de Madrid (PR) | Braxgata HC (2e)       |
| Huitièmes de finale | Surbiton HC (1er)         | Railway Union HC (1er) | MSC Sumchanka (1er)       | SK Slavia Prague (1er) |

## Final 12
Le 7 novembre 2024, le club néerlandais du HC 's-Hertogenbosch a été désigné comme organisateur de la phase finale qui se tiendra du 16 au 21 avril 2025 au Sportpark Oosterplas. Le tirage au sort se déroule quant à lui le 4 décembre 2024.

### Tirage au sort
| # | Quarts de finale    |
| - | ------------------- |
| 1 | HC 's-Hertogenbosch |
| 2 | Düsseldorfer HC     |
| 3 | Real Club de Polo   |
| 4 | La Gantoise HC      |

| #  | Premier tour         |
| -- | -------------------- |
| 5  | SCHC                 |
| 6  | Mannheimer HC        |
| 7  | Club Campo de Madrid |
| 8  | Braxgata HC          |
| 9  | Surbiton HC          |
| 10 | Railway Union HC     |
| 11 | MSC Sumchanka        |
| 12 | SK Slavia Prague     |

### Tableau final
|  | Huitièmes de finale | Huitièmes de finale  | Huitièmes de finale | Huitièmes de finale |                 |                     | Quarts de finale | Quarts de finale | Quarts de finale | Quarts de finale |               |                | Demi-finales  | Demi-finales  | Demi-finales  | Demi-finales  |  |  | Finale        | Finale        | Finale        | Finale        |
|  |                     |                      |                     |                     |                 |                     |                  |                  |                  |                  |               |                |               |               |               |               |  |  |               |               |               |               |
|  |                     |                      |                     |                     |                 |                     | 18 avril 2025    | 18 avril 2025    | 18 avril 2025    | 18 avril 2025    |               |                | 20 avril 2025 | 20 avril 2025 | 20 avril 2025 | 20 avril 2025 |  |  | 21 avril 2025 | 21 avril 2025 | 21 avril 2025 | 21 avril 2025 |
|  |                     |                      |                     |                     |                 |                     | 18 avril 2025    | 18 avril 2025    | 18 avril 2025    | 18 avril 2025    |               |                | 20 avril 2025 | 20 avril 2025 | 20 avril 2025 | 20 avril 2025 |  |  | 21 avril 2025 | 21 avril 2025 | 21 avril 2025 | 21 avril 2025 |
|  |                     |                      |                     |                     |                 |                     | 18 avril 2025    | 18 avril 2025    | 18 avril 2025    | 18 avril 2025    |               |                | 20 avril 2025 | 20 avril 2025 | 20 avril 2025 | 20 avril 2025 |  |  | 21 avril 2025 | 21 avril 2025 | 21 avril 2025 | 21 avril 2025 |
|  |                     |                      |                     |                     |                 |                     | 18 avril 2025    | 18 avril 2025    | 18 avril 2025    | 18 avril 2025    |               |                | 20 avril 2025 | 20 avril 2025 | 20 avril 2025 | 20 avril 2025 |  |  | 21 avril 2025 | 21 avril 2025 | 21 avril 2025 | 21 avril 2025 |
|  | 1                   | HC 's-Hertogenbosch  | 3                   | 3                   |                 |                     |                  |                  |                  |                  |               |                | 20 avril 2025 | 20 avril 2025 | 20 avril 2025 | 20 avril 2025 |  |  | 21 avril 2025 | 21 avril 2025 | 21 avril 2025 | 21 avril 2025 |
|  | 1                   | HC 's-Hertogenbosch  | 3                   | 3                   | 16 avril 2025   |                     |                  |                  |                  |                  |               |                | 20 avril 2025 | 20 avril 2025 | 20 avril 2025 | 20 avril 2025 |  |  | 21 avril 2025 | 21 avril 2025 | 21 avril 2025 | 21 avril 2025 |
|  |                     |                      | 5                   | SCHC                | 2               | 2                   |                  |                  |                  |                  |               |                | 20 avril 2025 | 20 avril 2025 | 20 avril 2025 | 20 avril 2025 |  |  | 21 avril 2025 | 21 avril 2025 | 21 avril 2025 | 21 avril 2025 |
|  | 10                  | Railway Union HC     | 5                   | SCHC                | 2               | 2                   | 0                | 0                |                  |                  |               |                | 20 avril 2025 | 20 avril 2025 | 20 avril 2025 | 20 avril 2025 |  |  | 21 avril 2025 | 21 avril 2025 | 21 avril 2025 | 21 avril 2025 |
|  | 10                  | Railway Union HC     | 18 avril 2025       |                     |                 |                     | 0                | 0                |                  |                  |               |                | 20 avril 2025 | 20 avril 2025 | 20 avril 2025 | 20 avril 2025 |  |  | 21 avril 2025 | 21 avril 2025 | 21 avril 2025 | 21 avril 2025 |
|  | 5                   | SCHC                 | 4                   | 4                   |                 |                     |                  |                  |                  |                  |               |                | 20 avril 2025 | 20 avril 2025 | 20 avril 2025 | 20 avril 2025 |  |  | 21 avril 2025 | 21 avril 2025 | 21 avril 2025 | 21 avril 2025 |
|  | 5                   | SCHC                 | 4                   | 4                   | 1               | HC 's-Hertogenbosch | 1 (3)tab         | 1 (3)tab         |                  |                  |               |                |               |               |               |               |  |  | 21 avril 2025 | 21 avril 2025 | 21 avril 2025 | 21 avril 2025 |
|  |                     |                      |                     |                     | 1               | HC 's-Hertogenbosch | 1 (3)tab         | 1 (3)tab         |                  |                  |               |                |               |               |               |               |  |  | 21 avril 2025 | 21 avril 2025 | 21 avril 2025 | 21 avril 2025 |
|  |                     |                      | 4                   | La Gantoise HC      | 1 (0)           | 1 (0)               |                  |                  |                  |                  |               |                |               |               |               |               |  |  | 21 avril 2025 | 21 avril 2025 | 21 avril 2025 | 21 avril 2025 |
|  |                     |                      |                     |                     | 1 (0)           | 1 (0)               |                  |                  |                  |                  |               |                |               |               |               |               |  |  | 21 avril 2025 | 21 avril 2025 | 21 avril 2025 | 21 avril 2025 |
|  |                     | 20 avril 2025        |                     |                     |                 |                     |                  |                  |                  |                  |               |                |               |               |               |               |  |  | 21 avril 2025 | 21 avril 2025 | 21 avril 2025 | 21 avril 2025 |
|  |                     |                      |                     |                     |                 |                     |                  |                  |                  |                  |               |                |               |               |               |               |  |  | 21 avril 2025 | 21 avril 2025 | 21 avril 2025 | 21 avril 2025 |
|  | 4                   | La Gantoise HC       | 3                   | 3                   |                 |                     |                  |                  |                  |                  |               |                |               |               |               |               |  |  | 21 avril 2025 | 21 avril 2025 | 21 avril 2025 | 21 avril 2025 |
|  | 4                   | La Gantoise HC       | 3                   | 3                   | 16 avril 2025   |                     |                  |                  |                  |                  |               |                |               |               |               |               |  |  | 21 avril 2025 | 21 avril 2025 | 21 avril 2025 | 21 avril 2025 |
|  |                     |                      | 6                   | Mannheimer HC       | 0               | 0                   |                  |                  |                  |                  |               |                |               |               |               |               |  |  | 21 avril 2025 | 21 avril 2025 | 21 avril 2025 | 21 avril 2025 |
|  | 6                   | Mannheimer HC        | 6                   | Mannheimer HC       | 0               | 0                   | 9                | 9                |                  |                  |               |                |               |               |               |               |  |  | 21 avril 2025 | 21 avril 2025 | 21 avril 2025 | 21 avril 2025 |
|  | 6                   | Mannheimer HC        | 17 avril 2025       |                     |                 |                     | 9                | 9                |                  |                  |               |                |               |               |               |               |  |  | 21 avril 2025 | 21 avril 2025 | 21 avril 2025 | 21 avril 2025 |
|  | 11                  | MSC Sumchanka        | 0                   | 0                   |                 |                     |                  |                  |                  |                  |               |                |               |               |               |               |  |  | 21 avril 2025 | 21 avril 2025 | 21 avril 2025 | 21 avril 2025 |
|  | 11                  | MSC Sumchanka        | 0                   | 0                   | 1               | HC 's-Hertogenbosch | 5                | 5                |                  |                  |               |                |               |               |               |               |  |  |               |               |               |               |
|  |                     |                      |                     |                     | 1               | HC 's-Hertogenbosch | 5                | 5                |                  |                  |               |                |               |               |               |               |  |  |               |               |               |               |
|  |                     |                      | 8                   | Braxgata HC         | 1               | 1                   |                  |                  |                  |                  |               |                |               |               |               |               |  |  |               |               |               |               |
|  |                     |                      |                     |                     | 1               | 1                   |                  |                  |                  |                  |               |                |               |               |               |               |  |  |               |               |               |               |
|  |                     |                      |                     |                     |                 |                     |                  |                  |                  |                  |               |                |               |               |               |               |  |  |               |               |               |               |
|  |                     |                      |                     |                     |                 |                     |                  |                  |                  |                  |               |                |               |               |               |               |  |  |               |               |               |               |
|  | 2                   | Düsseldorfer HC      | 2                   | 2                   |                 |                     |                  |                  |                  |                  |               |                |               |               |               |               |  |  |               |               |               |               |
|  | 2                   | Düsseldorfer HC      | 2                   | 2                   | 16 avril 2025   |                     |                  |                  |                  |                  |               |                |               |               |               |               |  |  |               |               |               |               |
|  |                     |                      | 9                   | Surbiton HC         | 1               | 1                   |                  |                  |                  |                  |               |                |               |               |               |               |  |  |               |               |               |               |
|  | 12                  | SK Slavia Prague     | 9                   | Surbiton HC         | 1               | 1                   | 0                | 0                |                  |                  |               |                |               |               |               |               |  |  |               |               |               |               |
|  | 12                  | SK Slavia Prague     | 17 avril 2025       |                     |                 |                     | 0                | 0                |                  |                  |               |                |               |               |               |               |  |  |               |               |               |               |
|  | 9                   | Surbiton HC          | 8                   | 8                   |                 |                     |                  |                  |                  |                  |               |                |               |               |               |               |  |  |               |               |               |               |
|  | 9                   | Surbiton HC          | 8                   | 8                   | 2               | Düsseldorfer HC     | 0                | 0                |                  |                  |               |                |               |               |               |               |  |  |               |               |               |               |
|  |                     |                      |                     |                     | 2               | Düsseldorfer HC     | 0                | 0                |                  |                  |               |                |               |               |               |               |  |  |               |               |               |               |
|  |                     |                      | 8                   | Braxgata HC         | 3               | 3                   |                  |                  |                  |                  |               |                |               |               |               |               |  |  |               |               |               |               |
|  |                     |                      |                     |                     | 3               | 3                   |                  |                  |                  |                  |               |                |               |               |               |               |  |  |               |               |               |               |
|  |                     |                      |                     |                     |                 |                     |                  |                  |                  |                  |               |                |               |               |               |               |  |  |               |               |               |               |
|  |                     |                      |                     |                     |                 |                     |                  |                  |                  |                  |               |                |               |               |               |               |  |  |               |               |               |               |
|  | 3                   | Real Club de Polo    | 1                   | 1                   | Troisième place | Troisième place     | Troisième place  | Troisième place  |                  |                  |               |                |               |               |               |               |  |  |               |               |               |               |
|  | 3                   | Real Club de Polo    | 1                   | 1                   | Troisième place | Troisième place     | Troisième place  | Troisième place  | 16 avril 2025    |                  |               |                |               |               |               |               |  |  |               |               |               |               |
|  |                     |                      | 8                   | Braxgata HC         | 2               | 2                   |                  |                  | 21 avril 2025    | 21 avril 2025    | 21 avril 2025 | 21 avril 2025  |               |               |               |               |  |  |               |               |               |               |
|  | 7                   | Club Campo de Madrid | 8                   | Braxgata HC         | 2               | 2                   | 1 (3)            | 1 (3)            | 21 avril 2025    | 21 avril 2025    | 21 avril 2025 | 21 avril 2025  |               |               |               |               |  |  |               |               |               |               |
|  | 7                   | Club Campo de Madrid |                     |                     |                 |                     |                  | 1 (3)            |                  |                  | 4             | La Gantoise HC | 3             | 3             |               |               |  |  |               |               |               |               |
|  | 8                   | Braxgata HC          | 1 (4)tab            | 1 (4)tab            |                 |                     |                  |                  |                  |                  | 4             | La Gantoise HC | 3             | 3             |               |               |  |  |               |               |               |               |
|  | 8                   | Braxgata HC          | 1 (4)tab            | 1 (4)tab            | 2               | Düsseldorfer HC     | 1                | 1                |                  |                  |               |                |               |               |               |               |  |  |               |               |               |               |
|  |                     |                      |                     |                     |                 |                     |                  |                  |                  |                  |               |                |               |               |               |               |  |  |               |               |               |               |

### Huitièmes de finale
| Match 1             | SK Slavia Prague | 0 - 8   | Surbiton HC                                                                       |                                                                                    |                                                                                    |
| 16 avril 2025 12h30 |                  | (0 - 3) | 15e, 36e Bourne · 25e Yonge · 26e, 34e Sanders · 41e, 42e Dowthwaite · 57e Taylor | Arbitrage : Lorijn de Kraker Michaël Dutrieux Arbitre vidéo : Lukasz Zwierzchowski | Arbitrage : Lorijn de Kraker Michaël Dutrieux Arbitre vidéo : Lukasz Zwierzchowski |
| 16 avril 2025 12h30 | Rapport          |         |                                                                                   | Arbitrage : Lorijn de Kraker Michaël Dutrieux Arbitre vidéo : Lukasz Zwierzchowski | Arbitrage : Lorijn de Kraker Michaël Dutrieux Arbitre vidéo : Lukasz Zwierzchowski |

| Match 2             | Club Campo de Madrid                                  | 1 - 1             | Braxgata HC                                              |                                                                            |                                                                            |
| 16 avril 2025 14h45 | Iglesias 35e                                          | (0 - 1)           | 22e Vanden Borre                                         | Arbitrage : Nick Bennett Rebecca Edwards Arbitre vidéo : Benjamin Messerli | Arbitrage : Nick Bennett Rebecca Edwards Arbitre vidéo : Benjamin Messerli |
| 16 avril 2025 14h45 | Rapport                                               |                   |                                                          | Arbitrage : Nick Bennett Rebecca Edwards Arbitre vidéo : Benjamin Messerli | Arbitrage : Nick Bennett Rebecca Edwards Arbitre vidéo : Benjamin Messerli |
| 16 avril 2025 14h45 | C. Amundson · Pérez · F. Amundson · Iglesias · Agulló | Tirs au but 3 - 4 | Vandermeiren · Dewaet · Vanden Borre · Versavel · Caarls | Arbitrage : Nick Bennett Rebecca Edwards Arbitre vidéo : Benjamin Messerli | Arbitrage : Nick Bennett Rebecca Edwards Arbitre vidéo : Benjamin Messerli |

| Match 3             | Mannheimer HC                                                                                 | 9 - 0   | MSC Sumchanka |                                                                          |                                                                          |
| 16 avril 2025 17h00 | Kenler 26e, 47e · Jiménez 27e, 28e · Kurz 29e · Kresken 51e, 53e · Badia 58e · Zimmermann 59e | (4 - 0) |               | Arbitrage : Michiel Otten Clare Barwood Arbitre vidéo : Lorijn de Kraker | Arbitrage : Michiel Otten Clare Barwood Arbitre vidéo : Lorijn de Kraker |
| 16 avril 2025 17h00 | Rapport                                                                                       |         |               | Arbitrage : Michiel Otten Clare Barwood Arbitre vidéo : Lorijn de Kraker | Arbitrage : Michiel Otten Clare Barwood Arbitre vidéo : Lorijn de Kraker |

| Match 4             | Railway Union HC | 0 - 4   | SCHC                                            |                                                                         |                                                                         |
| 16 avril 2025 19h15 |                  | (0 - 2) | 6e, 45e Jansen · 27e Van den Heuvel · 36e Dicke | Arbitrage : Magali Sergeant Gemma Calderon Arbitre vidéo : Nick Bennett | Arbitrage : Magali Sergeant Gemma Calderon Arbitre vidéo : Nick Bennett |
| 16 avril 2025 19h15 | Rapport          |         |                                                 | Arbitrage : Magali Sergeant Gemma Calderon Arbitre vidéo : Nick Bennett | Arbitrage : Magali Sergeant Gemma Calderon Arbitre vidéo : Nick Bennett |

### Matchs pour la9eplace
| Match 5             | Club Campo de Madrid                   | 4 - 0   | SK Slavia Prague |                                                                             |                                                                             |
| 17 avril 2025 10h30 | Monsalve 25e · Iglesias 35e, 41e, 45+e | (1 - 0) |                  | Arbitrage : Benjamin Messerli Magali Sergeant Arbitre vidéo : Clare Barwood | Arbitrage : Benjamin Messerli Magali Sergeant Arbitre vidéo : Clare Barwood |
| 17 avril 2025 10h30 | Rapport                                |         |                  | Arbitrage : Benjamin Messerli Magali Sergeant Arbitre vidéo : Clare Barwood | Arbitrage : Benjamin Messerli Magali Sergeant Arbitre vidéo : Clare Barwood |

| Match 8             | Railway Union HC | 1 - 0   | MSC Sumchanka |                                                                               |                                                                               |
| 18 avril 2025 11h00 | Lloyd 33e        | (0 - 0) |               | Arbitrage : Lukasz Zwierzchowski Ben Göntgen Arbitre vidéo : Michaël Dutrieux | Arbitrage : Lukasz Zwierzchowski Ben Göntgen Arbitre vidéo : Michaël Dutrieux |
| 18 avril 2025 11h00 | Rapport          |         |               | Arbitrage : Lukasz Zwierzchowski Ben Göntgen Arbitre vidéo : Michaël Dutrieux | Arbitrage : Lukasz Zwierzchowski Ben Göntgen Arbitre vidéo : Michaël Dutrieux |

### Quarts de finale
| Match 6             | Surbiton HC | 1 - 2   | Düsseldorfer HC |                                                                              |                                                                              |
| 17 avril 2025 12h45 | Bourne 33e  | (0 - 1) | 19e, 37e Nolte  | Arbitrage : Lukasz Zwierzchowski Gemma Calderon Arbitre vidéo : Sarah Wilson | Arbitrage : Lukasz Zwierzchowski Gemma Calderon Arbitre vidéo : Sarah Wilson |
| 17 avril 2025 12h45 | Rapport     |         |                 | Arbitrage : Lukasz Zwierzchowski Gemma Calderon Arbitre vidéo : Sarah Wilson | Arbitrage : Lukasz Zwierzchowski Gemma Calderon Arbitre vidéo : Sarah Wilson |

| Match 7             | Real Club de Polo | 1 - 2   | Braxgata HC                   |                                                                            |                                                                            |
| 17 avril 2025 15h00 | Bruguera 21e      | (1 - 0) | 37e M. Carey · 39e Van Dieren | Arbitrage : Michiel Otten Rebecca Edwards Arbitre vidéo : Lorijn de Kraker | Arbitrage : Michiel Otten Rebecca Edwards Arbitre vidéo : Lorijn de Kraker |
| 17 avril 2025 15h00 | Rapport           |         |                               | Arbitrage : Michiel Otten Rebecca Edwards Arbitre vidéo : Lorijn de Kraker | Arbitrage : Michiel Otten Rebecca Edwards Arbitre vidéo : Lorijn de Kraker |

| Match 9             | Mannheimer HC | 0 - 3   | La Gantoise HC                              |                                                                              |                                                                              |
| 18 avril 2025 13h15 |               | (0 - 0) | 44e Bonami · 49e Van Remortel · 58e Struijk | Arbitrage : Rebecca Edwards Gemma Calderon Arbitre vidéo : Benjamin Messerli | Arbitrage : Rebecca Edwards Gemma Calderon Arbitre vidéo : Benjamin Messerli |
| 18 avril 2025 13h15 | Rapport       |         |                                             | Arbitrage : Rebecca Edwards Gemma Calderon Arbitre vidéo : Benjamin Messerli | Arbitrage : Rebecca Edwards Gemma Calderon Arbitre vidéo : Benjamin Messerli |

| Match 10            | HC 's-Hertogenbosch                          | 3 - 2   | SCHC            |                                                                                                  |                                                                                                  |
| 18 avril 2025 20h00 | Wijckmans 9e · Englebert 21e · Krekelaar 36e | (2 - 0) | 41e, 60e Jansen | Arbitrage : Clare Barwood Sarah Wilson Nick Bennett (remplaçant) Arbitre vidéo : Rebecca Edwards | Arbitrage : Clare Barwood Sarah Wilson Nick Bennett (remplaçant) Arbitre vidéo : Rebecca Edwards |
| 18 avril 2025 20h00 | Rapport                                      |         |                 | Arbitrage : Clare Barwood Sarah Wilson Nick Bennett (remplaçant) Arbitre vidéo : Rebecca Edwards | Arbitrage : Clare Barwood Sarah Wilson Nick Bennett (remplaçant) Arbitre vidéo : Rebecca Edwards |

### Matchs pour la5eplace
| Match 11            | Real Club de Polo                                            | 1 - 1             | Surbiton HC                                                |                                                                         |                                                                         |
| 19 avril 2025 13h45 | Piccardo 51e                                                 | (0 - 1)           | 14e Wills                                                  | Arbitrage : Lorijn de Kraker Clare Barwood Arbitre vidéo : Sarah Wilson | Arbitrage : Lorijn de Kraker Clare Barwood Arbitre vidéo : Sarah Wilson |
| 19 avril 2025 13h45 | Rapport                                                      |                   |                                                            | Arbitrage : Lorijn de Kraker Clare Barwood Arbitre vidéo : Sarah Wilson | Arbitrage : Lorijn de Kraker Clare Barwood Arbitre vidéo : Sarah Wilson |
| 19 avril 2025 13h45 | Bruguera · Segú · Piccardo · Giné · Álvarez · ---- · Álvarez | Tirs au but 3 - 2 | Bourne · Petter · Curtis · Sanders · Wills · ---- · Bourne | Arbitrage : Lorijn de Kraker Clare Barwood Arbitre vidéo : Sarah Wilson | Arbitrage : Lorijn de Kraker Clare Barwood Arbitre vidéo : Sarah Wilson |

| Match 14            | SCHC                                          | 3 - 1   | Mannheimer HC     |                                                                            |                                                                            |
| 20 avril 2025 17h00 | Van den Heuvel 6e · Dicke 9e · Richardson 20e | (3 - 0) | 37e Von der Heyde | Arbitrage : Magali Sergeant Michaël Dutrieux Arbitre vidéo : Clare Barwood | Arbitrage : Magali Sergeant Michaël Dutrieux Arbitre vidéo : Clare Barwood |
| 20 avril 2025 17h00 | Rapport                                       |         |                   | Arbitrage : Magali Sergeant Michaël Dutrieux Arbitre vidéo : Clare Barwood | Arbitrage : Magali Sergeant Michaël Dutrieux Arbitre vidéo : Clare Barwood |

### Demi-finales
| Match 12            | Düsseldorfer HC | 0 - 3   | Braxgata HC                                   |                                                                         |                                                                         |
| 20 avril 2025 12h30 |                 | (0 - 1) | 23e Vanden Borre · 34e Dewaet · 42e Verlinden | Arbitrage : Lorijn de Kraker Clare Barwood Arbitre vidéo : Sarah Wilson | Arbitrage : Lorijn de Kraker Clare Barwood Arbitre vidéo : Sarah Wilson |
| 20 avril 2025 12h30 | Rapport         |         |                                               | Arbitrage : Lorijn de Kraker Clare Barwood Arbitre vidéo : Sarah Wilson | Arbitrage : Lorijn de Kraker Clare Barwood Arbitre vidéo : Sarah Wilson |

| Match 13            | HC 's-Hertogenbosch         | 1 - 1             | La Gantoise HC                        |                                                                        |                                                                        |
| 20 avril 2025 14h45 | Wijckmans 43e               | (0 - 0)           | 60e Gerniers                          | Arbitrage : Rebecca Edwards Gemma Calderon Arbitre vidéo : Ben Göntgen | Arbitrage : Rebecca Edwards Gemma Calderon Arbitre vidéo : Ben Göntgen |
| 20 avril 2025 14h45 | Rapport                     |                   |                                       | Arbitrage : Rebecca Edwards Gemma Calderon Arbitre vidéo : Ben Göntgen | Arbitrage : Rebecca Edwards Gemma Calderon Arbitre vidéo : Ben Göntgen |
| 20 avril 2025 14h45 | Sanders · Matla · Krekelaar | Tirs au but 3 - 0 | Ballenghien · Van Remortel · Gerniers | Arbitrage : Rebecca Edwards Gemma Calderon Arbitre vidéo : Ben Göntgen | Arbitrage : Rebecca Edwards Gemma Calderon Arbitre vidéo : Ben Göntgen |

### Match pour la3eplace
| Match 15            | La Gantoise HC                                 | 3 - 1   | Düsseldorfer HC |                                                                                  |                                                                                  |
| 21 avril 2025 11h30 | Bonami 5e · Van Remortel 42e · Ballenghien 45e | (1 - 0) | 52e Stoffelsma  | Arbitrage : Benjamin Messerli Lukasz Zwierzchowski Arbitre vidéo : Michiel Otten | Arbitrage : Benjamin Messerli Lukasz Zwierzchowski Arbitre vidéo : Michiel Otten |
| 21 avril 2025 11h30 | Rapport                                        |         |                 | Arbitrage : Benjamin Messerli Lukasz Zwierzchowski Arbitre vidéo : Michiel Otten | Arbitrage : Benjamin Messerli Lukasz Zwierzchowski Arbitre vidéo : Michiel Otten |

### Finale
| Match 16            | HC 's-Hertogenbosch                             | 5 - 1   | Braxgata HC      |                                                                              |                                                                              |
| 21 avril 2025 16h00 | Matla 7e, 28e · Krekelaar 30e, 39e · De Wit 34e | (3 - 0) | 44e Vanden Borre | Arbitrage : Gemma Calderon Rebecca Edwards Arbitre vidéo : Benjamin Messerli | Arbitrage : Gemma Calderon Rebecca Edwards Arbitre vidéo : Benjamin Messerli |
| 21 avril 2025 16h00 | Rapport                                         |         |                  | Arbitrage : Gemma Calderon Rebecca Edwards Arbitre vidéo : Benjamin Messerli | Arbitrage : Gemma Calderon Rebecca Edwards Arbitre vidéo : Benjamin Messerli |

## Statistiques

### Buteuses
|   | Buteur                 | Club                 | Buts |
| - | ---------------------- | -------------------- | ---- |
| 1 | Belén Iglesias         | Club Campo de Madrid | 4    |
| 1 | Yibbi Jansen           | SCHC                 | 4    |
| 3 | Darcy Bourne           | Surbiton HC          | 3    |
| 3 | Maartje Krekelaar      | HC 's-Hertogenbosch  | 3    |
| 3 | Stéphanie Vanden Borre | Braxgata HC          | 3    |

### Classement final
| Rang                             | Équipe                | J | V | N | P | BP | BC | +/- | Pts |
| -------------------------------- | --------------------- | - | - | - | - | -- | -- | --- | --- |
| Médaille d'or, Europe            | HC 's-Hertogenbosch H | 3 | 2 | 1 | 0 | 9  | 4  | +5  | 7   |
| Médaille d'argent, Europe        | Braxgata HC P         | 4 | 2 | 1 | 1 | 7  | 7  | 0   | 7   |
| Médaille de bronze, Europe       | La Gantoise HC        | 3 | 2 | 1 | 0 | 7  | 2  | +5  | 7   |
| 4                                | Düsseldorfer HC       | 3 | 1 | 0 | 2 | 3  | 7  | -4  | 3   |
| Éliminées en quarts de finale    |                       |   |   |   |   |    |    |     |     |
| 5A                               | SCHC                  | 3 | 2 | 0 | 1 | 9  | 4  | +5  | 6   |
| 5B                               | Real Club de Polo     | 2 | 0 | 1 | 1 | 2  | 3  | -1  | 1   |
| 7A                               | Surbiton HC           | 3 | 1 | 1 | 1 | 10 | 3  | +7  | 4   |
| 7B                               | Mannheimer HC P       | 3 | 1 | 0 | 2 | 10 | 6  | +4  | 3   |
| Éliminées en huitièmes de finale |                       |   |   |   |   |    |    |     |     |
| 9A                               | Club Campo de Madrid  | 2 | 1 | 1 | 0 | 5  | 1  | +4  | 4   |
| 9B                               | Railway Union HC      | 2 | 1 | 0 | 1 | 1  | 4  | -3  | 3   |
| 11A                              | MSC Sumchanka P       | 2 | 0 | 0 | 2 | 0  | 10 | -10 | 0   |
| 11B                              | SK Slavia Prague P    | 2 | 0 | 0 | 2 | 0  | 12 | -12 | 0   |